# Kyriakos Amiridis
Kyriakos Amiridis, em grego Κυριάκος Αμοιρίδης (Veria, 30 de setembro de 1957 – Nova Iguaçu, c. 26 de dezembro de 2016) foi um diplomata grego que atuou como embaixador da Grécia na Líbia de 2012 a 2015 e a seguir no Brasil.
Em dezembro de 2016, após três dias desaparecido, Amiridis foi encontrado morto, carbonizado, dentro do carro em Nova Iguaçu. Entre os  suspeitos pela morte do embaixador grego, estão a viúva, Françoise de Sousa Oliveira e seu amante, o policial militar Sérgio Filho.